# Bronisław Stoj
Bronisław Stoj (ur. 21 kwietnia 1920 w Bączalu Górnym, zm. 22 listopada 2020 w Gorlicach) – polski inżynier mechanik, stulatek, repatriant, członek Stowarzyszenia Inżynierów i Techników Mechaników Polskich od 1967, prezes Koła Seniorów SIMP w latach 1985–2002, od 2002 honorowy prezes tego Koła, racjonalizator produkcji, założyciel ośrodka SIMP-ZORPOT w Gorlicach. Kawaler Orderu Polonia Restituta.

## Życiorys
Urodził się 21 kwietnia 1920 w Bączalu Górnym koło Jasła. Tam też spędził dzieciństwo. Ukończył Szkołę Powszechną w Bączalu Dolnym, a następnie odbył trzyletni kurs nauki w dziale metalowym Publicznej Szkoły Dokształcającej Zawodowo w Borysławiu i rozpoczął pracę w warsztacie mechanicznym miejscowego przedsiębiorstwa „Gazolina” SA. W trakcie pobytu wraz z ojcem w obwodzie lwowskim zastał go wybuch II wojny światowej. Po wkroczeniu Armii Czerwonej i upaństwowieniu przedsiębiorstwa był represjonowany przez władze ZSRR, dodatkowo skierowano go do wykonywania robót przymusowych przy przetwarzaniu gazu ziemnego i ropy naftowej do celów gospodarczych i na potrzeby wojska Związku Radzieckiego. Do rodzinnego domu powrócił wraz z ojcem dopiero po uzyskaniu dokumentów, w 1945 jako repatriant.
W tym samym roku podjął pracę w Fabryce Maszyn Górniczych i Wiertniczych w Gliniku koło Gorlic. Po kilkuletniej przerwie związanej z zawieruchą wojenną rozpoczął naukę w miejscowym Technikum Mechanicznym. Następnie w 1966 ukończył studia inżynierskie na Politechnice Krakowskiej na kierunku o nazwie: technologia budowy maszyn, a w 1970 studia podyplomowe na Wydziale Wiertniczo-Naftowym Akademii Górniczo-Hutniczej w Krakowie. Pracując w Fabryce Maszyn Górniczych i Wiertniczych w Gliniku przeszedł przez różne szczeble kariery zawodowej. Swoją pracę rozpoczynał od wykonywania obowiązków tokarza, a następnie frezera i konstruktora. Po ukończeniu studiów inżynierskich piastował stanowisko kierownika Wydziału Remontu Maszyn i Urządzeń, na którym pracowało ponad 300 osób stale zatrudnionych. Jest autorem ponad 100 projektów racjonalizatorskich wdrożonych do produkcji w tym zakładzie maszyn. Po 36 latach pracy zawodowej w 1981 roku przeszedł na emeryturę, nadal aktywnie angażując się w działalność w strukturach stowarzyszeniowych SIMP-u i Naczelnej Organizacji Technicznej na szczeblu regionalnym i w Krakowie. W 1984 otrzymał tytuł Rzeczoznawcy Zespołu SIMP z wpisem na krajową listę rzeczoznawców.
Od 24 lutego 1967 jest członkiem Stowarzyszenia Inżynierów i Techników Mechaników Polskich. Przez wiele lat reprezentował oddział gorlicki SIMP-u w radzie technicznej Zespołu Ośrodków Rzeczoznawstwa i Postępu Technicznego w Krakowie. W latach 1984–1987 należał do prezydium i pełnił funkcji skarbnika gorlickiego oddziału SIMP, a od 1994 do 2002 wiceprezesa tego oddziału. W 1985 roku zainicjował działalność Koła Seniorów SIMP-u i został mianowany jego pierwszym prezesem. W 1990 roku założył Ośrodek SIMP-ZORPOT w Gorlicach, który odgrywa znaczącą rolę w środowisku inżynierskim i technicznym rejonu nowosądeckiego i gorlickiego. Od 2002 z nadania zarządu głównego jest honorowym prezesem Koła Seniorów Stowarzyszenia Inżynierów i Techników Mechaników Polskich.
21 kwietnia 2020 obchodził setne urodziny. Z tej okazji odebrał listy gratulacyjne od Prezesa Rady Ministrów, Wojewody Małopolskiego oraz życzenia i kwiaty od Burmistrza Gorlic. Uroczystość, ze względu na panującą pandemię koronawirusa, miała charakter symboliczny. Zmarł 22 listopada 2020 w Gorlicach, przeżywszy 100 lat i 7 miesięcy. 

## Odznaczenia
Został obdarzony licznymi odznaczeniami państwowymi i medalami. Otrzymał m.in.:
- Krzyż Kawalerski Orderu Odrodzenia Polski (1977),
- Medal 40-lecia Polski Ludowej (1984),
- Medal 650 lecia Lokacji Miasta Gorlice (2005),
- Odznaka „Racjonalizator Produkcji”,
- Złota Honorowa Odznaka Stowarzyszenia Inżynierów i Techników Mechaników Polskich (1988),
- Srebrna Honorowa Odznaka Stowarzyszenia Inżynierów i Techników Mechaników Polskich (1974),
- Złota Honorowa Odznaka Naczelnej Organizacji Technicznej (1994),
- Honorowa Odznaka im. prof. Henryka Mierzejewskiego (1994),
- Godność „Zasłużony Senior SIMP” (2010),
- Laur Mechanika (data wręczenia 5 lipca 2012)[8][9]